# España (1913)
Este artículo se refiere al primer acorazado de la clase España, perdido en 1923. Para información sobre el segundo, rebautizado España en 1931 y hundido durante la guerra civil española en 1937, véase Alfonso XIII (1915).
El España fue un acorazado español de tipo dreadnought, el buque líder de la clase homónima, formada por otros dos barcos llamados Alfonso XIII y Jaime I. El barco se construyó a principios de la década de los 1910 en el contexto de un acuerdo defensivo cooperativo con Gran Bretaña y Francia, como parte de un programa de construcción naval para restaurar la flota después de las pérdidas de la guerra hispano-estadounidense. Fue el único barco de la clase que se completó antes del inicio de la Primera Guerra Mundial, conflicto que retrasó significativamente la finalización de los otros buques. Los barcos estaban armados con una batería principal de ocho cañones de 305 mm (12 pulgadas) y estaban destinados a apoyar a la Armada francesa en caso de una gran guerra europea.
Debido a que España permaneció neutral al comienzo de la contienda, el España y sus buques gemelos fueron los únicos acorazados europeos que evitaron el servicio en tiempos de guerra. Representó a España en la apertura del canal de Panamá a principios de 1915. A finales de la década de 1910, sirvió en el 1.er Escuadrón, pero en 1920, la flota española se reorganizó y el España y sus buques gemelos fueron asignados al Escuadrón de Entrenamiento. El barco participó en un gran crucero a América del Sur en 1920, durante el cual encalló accidentalmente, lo que causó daños importantes que requirieron reparaciones antes de que pudiera regresar a su país natal. El España y el resto de la flota española apoyaron a las fuerzas que lucharon en la guerra del Rif a partir de 1921, y mientras bombardeaba posiciones rebeldes cerca del cabo de Tres Forcas (Marruecos español) en agosto de 1923, el barco encalló nuevamente. A pesar de las dificultades para aligerar de peso el buque, para así liberarlo más fácilmente, en noviembre de 1924 el trabajo estaba casi terminado, pero fuertes tormentas terminaron por destruir los restos del naufragio. Algunas de sus armas, que fueron retiradas durante las operaciones de salvamento, se utilizaron como artillería costera hasta 1999.

## Diseño

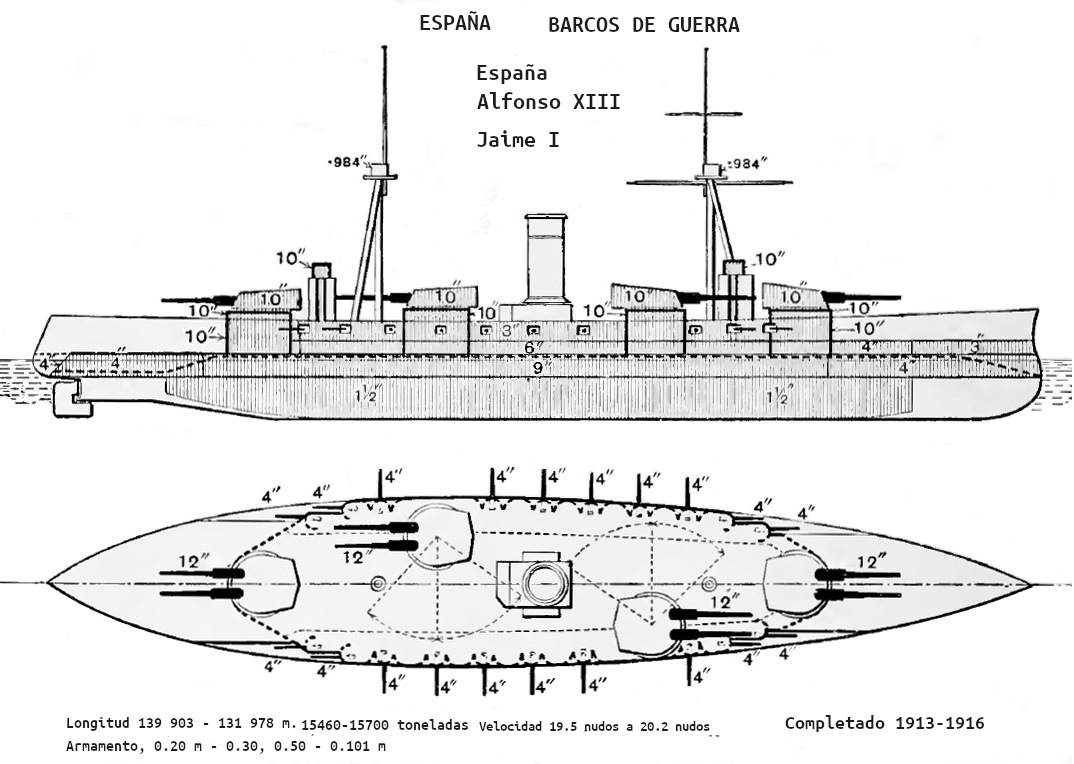
Dibujo lineal de la clase España

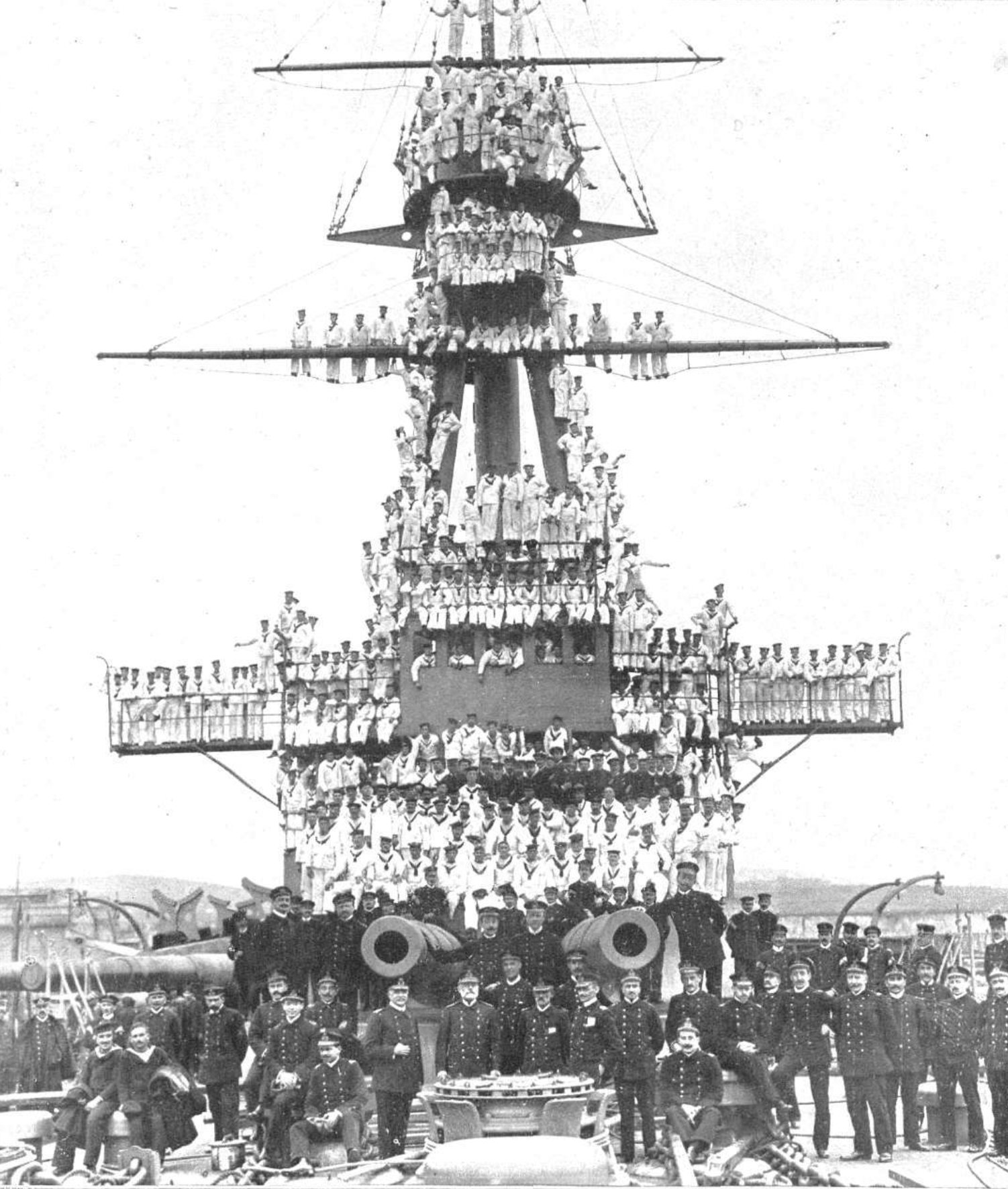
Los jefes, oficiales y parte de la dotación del acorazado «España» en uno de los palos del nuevo buque, imagen de la revista Mundo Gráfico, 18 de junio de 1913.

Tras la destrucción de parte de la flota española en la guerra hispano-estadounidense de 1898 y el posterior desguace de otra parte de la flota en 1900, la Armada española hizo una serie de intentos fallidos para iniciar el proceso de reconstrucción. Llegó en 1907 de la mano de Antonio Maura y su ministro de Marina, el almirante Ferrándiz, con un nuevo Plan Naval (conocido posteriormente como Plan Ferrándiz) propuesto en 1907 y aprobado por el gobierno a principios del año siguiente como Ley de Marina del 7 de enero de 1908. En lo referente a los acorazados, el plan disponía la construcción de tres nuevos acorazados que serían el arma más potente de la flota.
Después de que la Primera Crisis Marroquí fortaleciera los lazos de España con Gran Bretaña y Francia y el apoyo público al rearme aumentara como consecuencia, el gobierno español llegó a un acuerdo con esos países para un plan de defensa mutua (Acuerdos de Cartagena). A cambio del apoyo británico y francés a la defensa de España, la flota española apoyaría a la Armada francesa en caso de guerra con la Triple Alianza contra las flotas combinadas del Reino de Italia y Austria-Hungría en el Mar Mediterráneo ya que la Royal Navy debería de centrarse en el Mar del Norte contra la Kaiserliche Marine germana; mientras que la flota francesa por sí sola no podría contener a la armada italiana y la austrohúngara juntas, y era necesario que Francia transportara por mar a sus tropas coloniales desde el norte de África al continente europeo.
Una flota española reforzada redundaba así en los intereses de Gran Bretaña y Francia, que en consecuencia prestaron asistencia técnica en el desarrollo de buques de guerra modernos, cuyos contratos fueron adjudicados a la empresa española Sociedad Española de Construcción Naval (SECN) que a su vez era propiedad mayoritaria de las empresas británicas Vickers, Armstrong Whitworth y John Brown & Company. Los buques fueron autorizados unos seis meses después de que los británicos hubieran completado el HMS Dreadnought «all-big-gun», y después de descartar los planes para construir acorazados tipo pre-dreadnought, el comando naval decidió rápidamente construir sus propios acorazados tipo dreadnought, del cual el España fue el primero de estos.
El España tenía 132,6 m de longitud de línea de flotación, 140 m de eslora, 24 m de manga y 7,8 m de calado; su francobordo medía 4,6 m en el centro del buque. El barco desplazaba 15 700 t según lo diseñado y hasta 16 450 t a plena carga. Su sistema de propulsión consistía en cuatro turbinas de vapor Parsons de cuatro ejes que accionaban cuatro hélices, con vapor proporcionado por doce calderas Yarrow, que aportaban en total una potencia de 15 500 shp (11 600 kW) lo que le permitía alcanzar una velocidad máxima de 19,5 nudos (36,1 km/h). Tenía una autonomía de 5000 millas náuticas (9300 km) a una velocidad de 10 nudos (19 km/h). Además, su tripulación estaba formada por 854 oficiales y marineros.

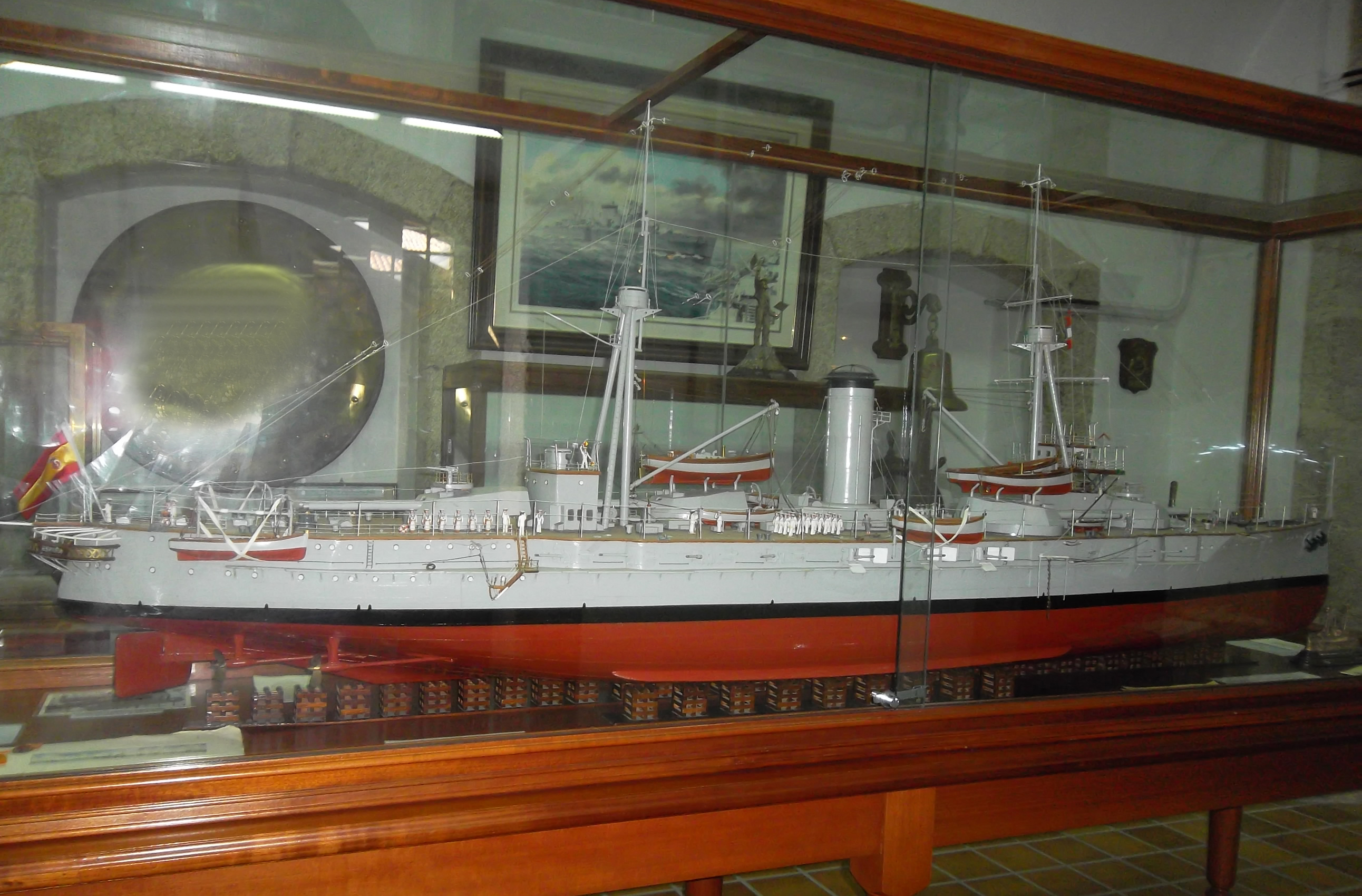
Maqueta del España en el Museo Naval de Ferrol.

El España estaba armado con una batería principal con ocho cañones calibre 305/50 mm., montados en cuatro torretas gemelas. Se colocó una torreta hacia adelante, dos se colocaron en escalón en medio del barco y la cuarta estaba a popa de la superestructura. Este esquema de montaje se eligió con preferencia a superponer a las torretas, como las que se instalaron en los acorazados estadounidenses de la clase South Carolina, para ahorrar peso y costos. Para defenderse de los torpederos, llevaba una batería secundaria que consistía en veinte cañones de 102 mm montados individualmente en casamatas a lo largo del casco. Sin embargo, estaban demasiado cerca de la línea de flotación, lo que los hacía inutilizables con marejada. También estaba armado con cuatro cañones de tres libras y dos ametralladoras Maxim. Su cinturón tenía un grosor de 203 mm; las torretas de la batería principal estaban protegidas por un blindaje de similar espesor y la torre de mando y la cubierta tenían un blindaje de 254 mm y de 38 mm respectivamente.

## Historial operativo

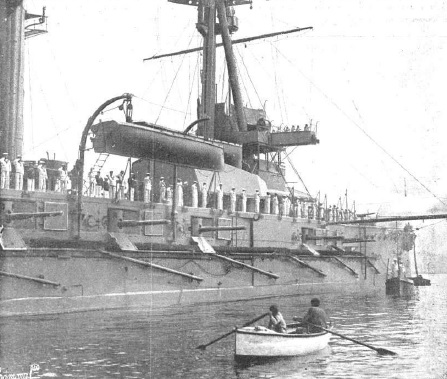
Acorazado España en el puerto de Bilbao con motivo de una visita que hicieron los reyes en 1915.

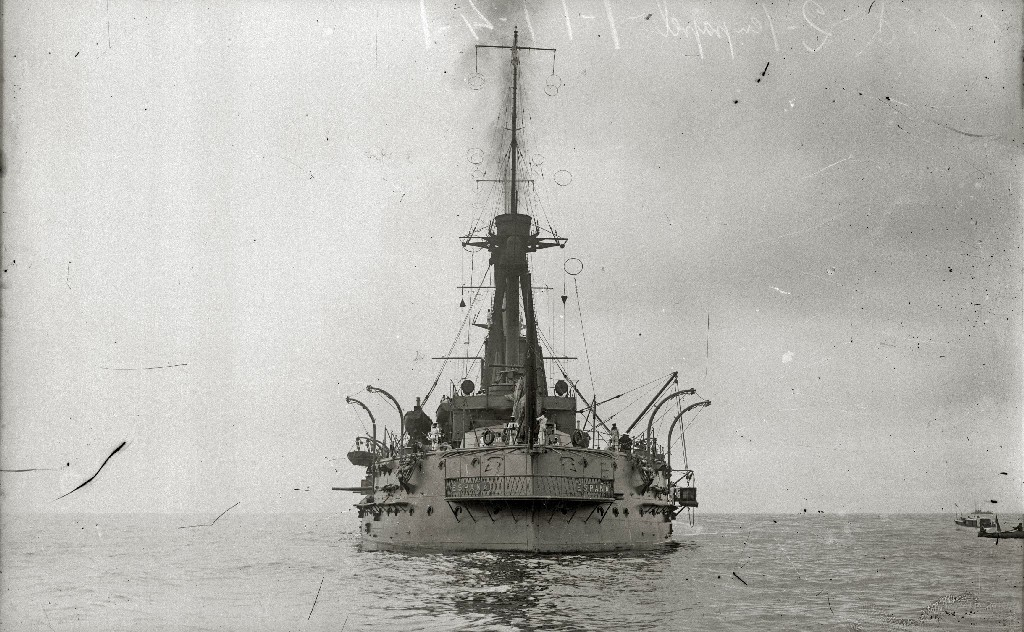
Vista desde la popa del España en 1922.

Los tres acorazados de la clase España, se construyeron como núcleo del programa naval establecido por la Ley Naval del 7 de enero de 1908, eran los mayores buques de guerra construidos en España hasta ese momento. Sin embargo, los tres adolecían de los mismos problemasː ni su armamento ni su protección les permitía enfrentarse en igualdad de condiciones con los acorazados de otros países. Su velocidad, de 19,5 nudos, permitía aprovechar su superioridad artillera contra buques más pequeños y menos protegidos y armados, pero con superior velocidad.
El 17 de noviembre de 1909 se dieron a conocer los buques de su serie, resultando en que sería el primer acorazado de la misma por orden de construcción. La puesta de quilla del acorazado España fue el 6 de diciembre de 1909 en el astillero SECN en Ferrol. Se botó el 5 de febrero de 1912 y se entregó el 8 de septiembre de 1913, aunque algunos trabajos continuaron hasta el 23 de octubre, cuando fue comisionado. Ese mes, el presidente francés Raymond Poincaré visitó España, y durante su estancia subió a bordo del buque homónimo, donde conoció al oficial de artillería del barco, Jaime Janer Róbinson, a quien más tarde le confirió en 1914 la Légion d'honneur por su labor desarrollando el entrenamiento en la artillería española. Róbinson era el principal experto de la Armada Española en sistemas de artillería modernos, y su nombramiento en el España le permitió instalar el primer sistema moderno de control de tiro en la flota española. Después de realizar sus pruebas y entrenamiento inicial, el barco participó en pruebas de artillería en junio de 1914, después de lo cual el barco estuvo listo para el servicio. La crisis de julio, que surgió a raíz del asesinato del archiduque Francisco Fernando, condujo al inicio de la Primera Guerra Mundial a finales de mes, aunque Italia inicialmente declaró su neutralidad, lo que permitió que España hiciera lo mismo. Sin embargo, los italianos se unieron más tarde a los aliados al año siguiente y, como resultado, el España y sus buques gemelos fueron los únicos acorazados europeos que no participaron en la guerra.
Después de su entrada en servicio, se unió al 1.er Escuadrón de la flota española, donde finalmente se unieron sus dos buques gemelos cuando se completaron. En febrero de 1915, el España cruzó el Atlántico para representar a su país natal en las ceremonias de apertura del canal de Panamá. Dado que las principales armadas europeas estaban ocupadas con la Primera Guerra Mundial, solo España y Portugal enviaron barcos a las ceremonias, junto con las flotas sudamericanas. Después de que su buque gemelo, el Alfonso XIII, entrara en servicio a mediados de 1915, los dos acorazados zarparon hacia Santander, donde el rey Alfonso XIII estaba a bordo de su yate Giralda. Los dos acorazados participaron luego en ejercicios de entrenamiento frente a Galicia.

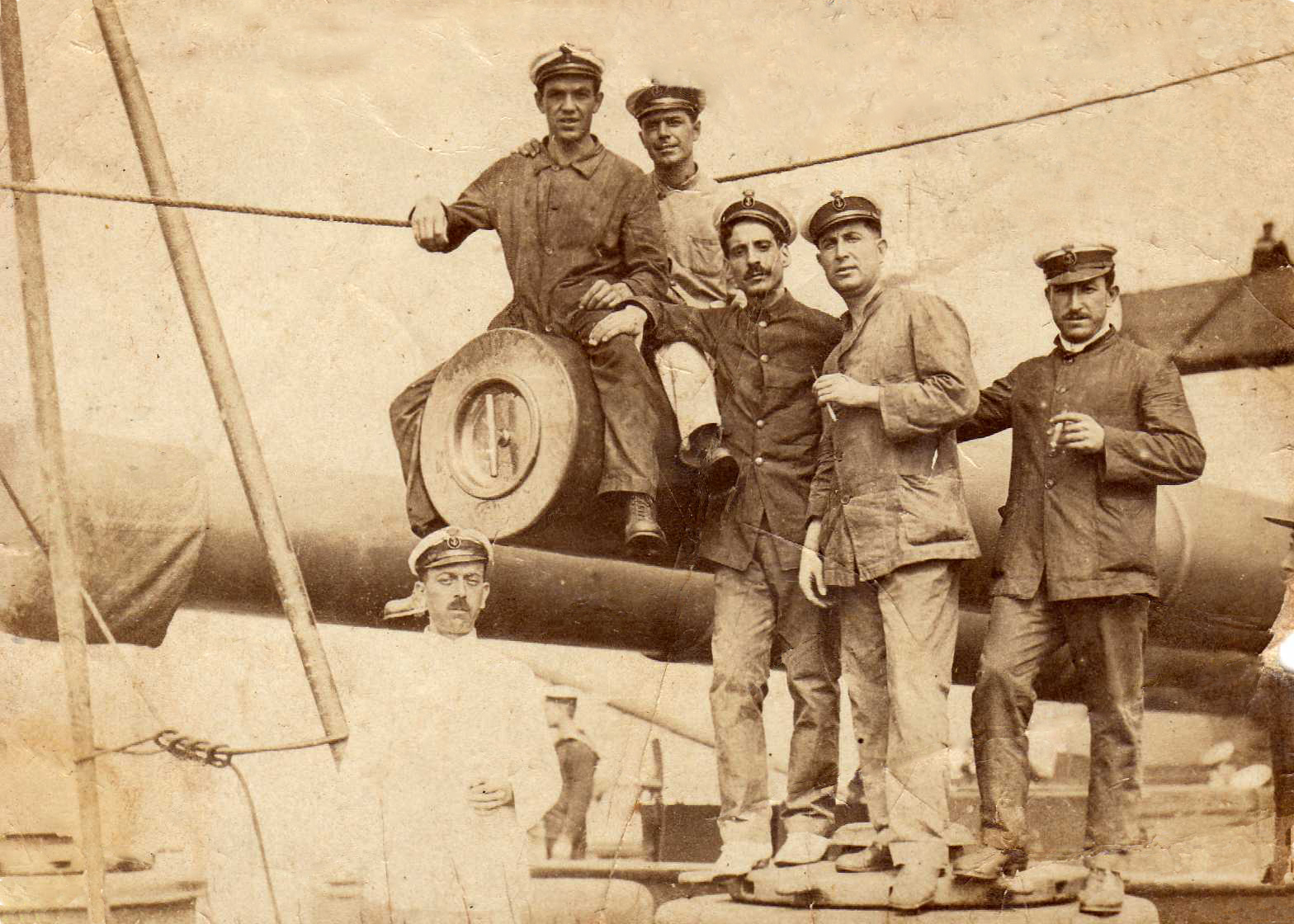
Marineros del España durante una visita a Cuba en 1920.

En 1920, el España fue enviado a un crucero por aguas sudamericanas, partió el 14 de junio y navegó primero a los principales puertos de la desembocadura del Río de la Plata. Además llevó al representante español al cuatricentenario del descubrimiento del estrecho de Magallanes (Chile), lo que lo convirtió en el primer barco de la Armada Española en pasar por el canal de Panamá. El 29 de enero de 1921, a su regreso a España, encalló en aguas chilenas frente a Puerto Montt, aunque fue reflotado con alguna dificultad. Como consecuencia, su casco se abolló gravemente en una longitud de 46 m, y las rocas abrieron un gran agujero de aproximadamente 2,4 m por 2,4 m entre los compartimentos 22 y 36, y varios agujeros más pequeños entre los compartimentos 48 a 56 a babor y 58 a 76 a estribor. Los buzos realizaron reparaciones temporales con concreto en Chile, seguidas de reparaciones permanentes que se hicieron en Balboa (Panamá) antes de que hiciera su viaje de regreso a través del Atlántico.

### Guerra del Rif y pérdida
A principios de la década de 1920, proporcionó fuego de apoyo al Ejército español en sus campañas en Marruecos durante la guerra del Rif iniciada a mediados de 1921. El 17 de septiembre, él y el Alfonso XIII bombardearon posiciones de los rebeldes rifeños al sur de Melilla mientras las tropas de la Legión extranjera española las asaltaban. El 26 de agosto de 1923, mientras realizaba un bombardeo frente al cabo de Tres Forcas, cerca de Melilla, el España encalló fuertemente debido a la densa niebla. La Armada Española contrató a dos compañías de salvamento para reflotar el acorazado, pero ambas declinaron después de inspeccionar los restos del naufragio.

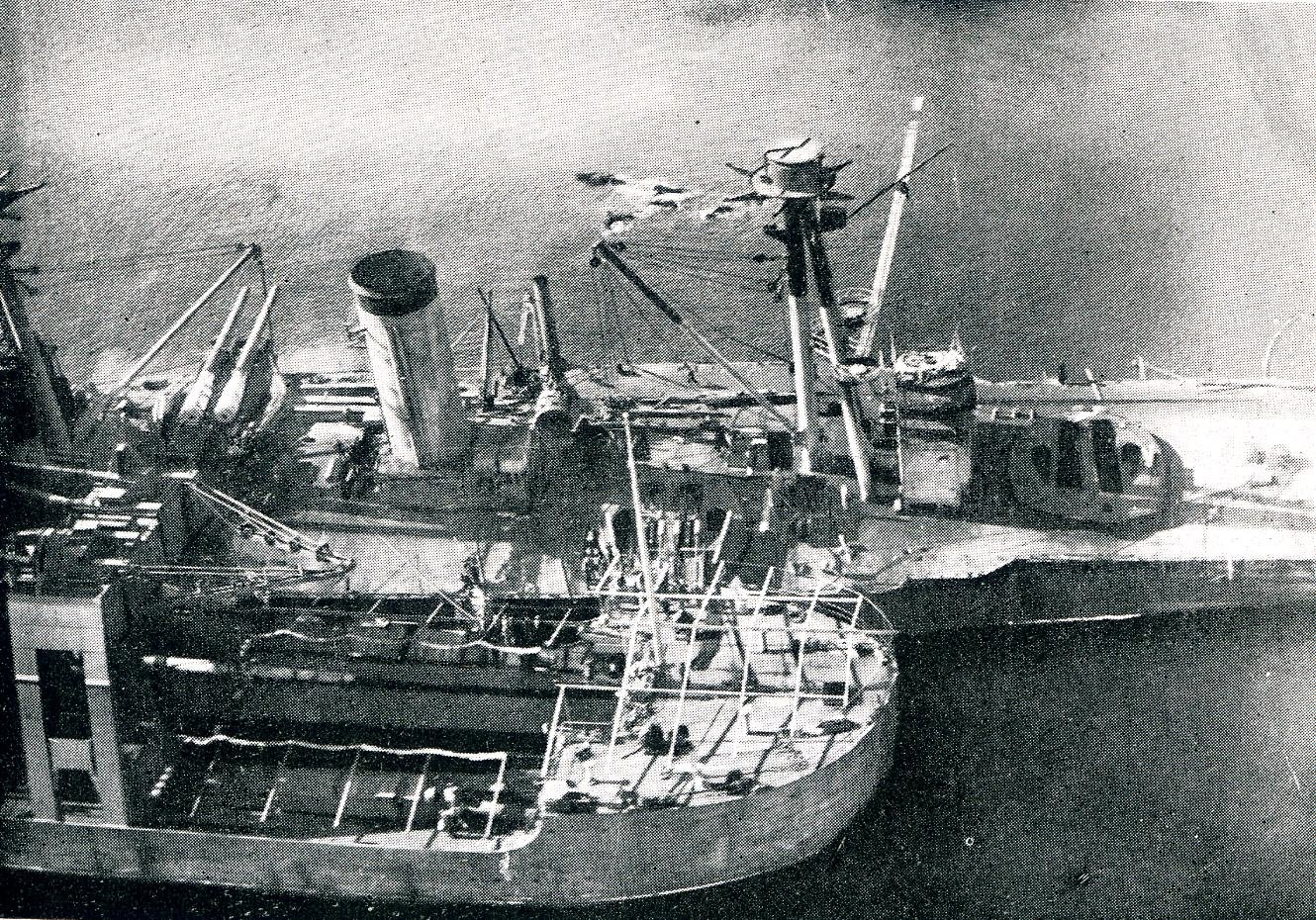
El buque de salvamento Kanguro durante el rescate de los cañones de del acorazado España.

Al no poder reflotar la nave en condiciones normales, la Armada decidió quitarle el mayor peso posible en un intento de aligerarlo para permitir que volviera a flote, por lo que, su armamento fue retirado y arrojado por la borda para ser recogido más tarde por el barco de salvamento Kanguro. Además, gran parte del blindaje, la maquinaria y los depósitos de municiones del acorazado también fueron retirados para aligerarlo. Luego, su casco fue sellado y parcialmente drenado en preparación para el reflotamiento, pero el 19 de noviembre, unas tres semanas antes de la fecha prevista para reflotar el buque, mientras esperaba el equipo necesario de Italia, varias tormentas violentas golpearon al barco y causaron más daños. Las tormentas dejaron el casco muy maltrecho y ya no se podía reflotar, en noviembre de 1924, el acorazado se partió por la mitad y fue abandonado por la Armada Española.
Los cañones de 305 mm y 102 mm recuperados del España se instalaron posteriormente en baterías de artillería costera. En 1953, tres de los cañones de 305 mm, denominados Batería La Marquina, se instalaron en Cádiz en montajes individuales; cada cañón se colocó en un emplazamiento de hormigón que además contaba con un pañol de pólvora, dirección de tiro, un generador y otras salas de apoyo, sobre un nuevo afuste para torretas que incluía un escudo protector. Algunas de las baterías permanecieron en servicio hasta 1999. Para 2009, se habían retirado dos de los cañones de La Marquina, pero el tercero se mantuvo en exhibición. Tras el derrocamiento del rey Alfonso XIII, su barco homónimo pasó a llamarse España en abril de 1931.

### Buques de la clase
- Alfonso XIII
- Jaime I

### Listas relacionadas
- Anexo:Acorazados
- Anexo:Clases de acorazado
- Anexo:Acorazados de la Armada de España